# 1937 Locarno
1937 Locarno је астероид главног астероидног појаса са пречником од приближно 13,11 km.
Афел астероида је на удаљености од 2,749 астрономских јединица (АЈ) од Сунца, а перихел на 2,003 АЈ.
Ексцентрицитет орбите износи 0,156, инклинација (нагиб) орбите у односу на раван еклиптике 12,470 степени, а орбитални период износи 1338,502 дана (3,664 године).
Апсолутна магнитуда астероида је 11,90 а геометријски албедо 0,178.
Астероид је откривен 19. децембра 1973. године.